# 西河郡 (東晉)
西河郡，又作西河阳郡，中国东晋南北朝时设置的郡。
東晉咸和年間（326年至334年）寧州刺史尹奉分河陽郡置，治芘蘇（今雲南省雲龍縣），領芘蘇、成昌、建安3縣。咸康八年（332年），為成漢攻陷。永和三年（347年）桓溫西征滅成漢，其郡復歸東晉統治。寧康元年（372年）被前秦攻陷，淝水之戰後為東晉收復。
劉宋時領西平、溫江、都陽、晉綏、義成5縣。辖境约相当今云南省云龙、兰坪县地。南朝梁大宝后废西河郡。